# آر.سی. بهارگاوا
آر.سی. بهارگاوا، (به انگلیسی: R. C. Bhargava) (زاده ۳۰ ژوئیه ۱۹۳۴) کارآفرین، بازرگان و مدیر ارشد اجرایی هندی است، که در حال حاضر به‌عنوان رییس هیئت مدیره شرکت ماروتی سوزوکی فعالیت می‌کند.